# Urothemis thomasi
Urothemis thomasi är en trollsländeart som beskrevs av Cynthia Longfield 1932. Urothemis thomasi ingår i släktet Urothemis och familjen segeltrollsländor. IUCN kategoriserar arten globalt som starkt hotad. Inga underarter finns listade i Catalogue of Life.